# Сливенко, Оксана Николаевна
Окса́на Никола́евна Сливе́нко (род. 20 декабря 1986 года в Чехове, Московская область, СССР) — российская тяжелоатлетка, олимпийская чемпионка 2008 года в категории до 69 кг, трёхкратная чемпионка мира, многократная чемпионка Европы и России. Заслуженный мастер спорта России (2007). Единственная олимпийская чемпионка в истории российской женской тяжёлой атлетики.
Первый тренер В. А. Тараненко (г. Чехов), с 2005 года тренировалась под руководством заслуженного тренера России Владимира Сафонова (г. Подольск).
- Трёхкратная чемпионка мира (2006, 2007, 2011), серебряный призёр чемпионата мира 2009
- 6-кратная чемпионка Европы (2007, 2009, 2010, 2011, 2012, 2013)
- Победитель Всемирной универсиады 2013 года в Казани с двумя рекордами.

Оксана Сливенко являлась бесспорным фаворитом лондонской Олимпиады 2012 года в весовой категории до 69 кг, но 26 июля 2012 года стало известно, что спортсменка не примет участия в Олимпиаде из-за тяжелой травмы спины, полученной на одной из последних тренировок.
Завершила карьеру осенью 2014 года в возрасте 27 лет.
После дисквалификации в 2017 году китаянки Лю Чуньхун к Сливенко перешло олимпийское золото 2008 года. Оно стало первым золотом в истории российской женской тяжёлой атлетики. Так же она вновь стала обладательницей мировых рекордов, которые она установила в 2006 году (123 кг в рывке) и 2007 годах (276 кг по сумме упражнений).

## Награды и звания
- Заслуженный мастер спорта России
- Медаль ордена «За заслуги перед Отечеством» II степени — За большой вклад в развитие физической культуры и спорта, высокие спортивные достижения на Играх XXIX Олимпиады 2008 года в Пекине (2009)[4]
- Почётная грамота Президента Российской Федерации (19 июля 2013 года) — за высокие спортивные достижения на XXVII Всемирной летней универсиаде 2013 года в городе Казани[5]

## Дисквалификация
В декабре 2021 года Международное агентство допинг-тестирования (ITA) сообщило о дисквалификации Сливенко, она получила двухлетнюю дисквалификацию, срок которой отсчитывается с 1 марта 2021 года. При этом ее результаты, показанные с 1 марта 2012 года были аннулированы. Спортсменка обвиняется в использовании запрещенных препаратов. Сообщается, что данные были получены на основе базы московской антидопинговой лаборатории (LIMS).